# Афінне перетворення
Афінне перетворення (лат. affinis, «пов'язаний з») — відображення площини або простору в собі, при якому паралельні прямі переходять у паралельні прямі, пересічні — в пересічні, мимобіжні — в мимобіжні ({\displaystyle f:\mathbb {R} ^{n}\to \mathbb {R} ^{n}}).
Це можна записати у вигляді
{\displaystyle f(x)=M\cdot x+v,}
де {\displaystyle M} — невироджена матриця і {\displaystyle v\in \mathbb {R} ^{n}}.
Інакше кажучи, відображення називається афінним, якщо його можна отримати таким способом:
1. Обрати «новий» базис простору з «новим» початком координат {\displaystyle v};
2. Координатам x кожної точки простору поставити у відповідність нові координати f (x), які мають те саме положення в просторі відносно «нової» системи координат, яке координати x мали в «старій».

## Представлення
Зазвичай лінійна алгебра використовує матриці для представлення лінійних перетворень, і векторну суму для представлення паралельних перенесень. За допомогою розширеної матриці можливо представити і те, і те як матричний добуток. Ця техніка вимагає розширити всі вектори додаванням «1» в кінці, всі матриці розширюються додаванням рядка нулів знизу, і колонки — вектора переноса — справа, а також одиниці в нижній правий кут. Якщо A матриця,
{\displaystyle {\begin{bmatrix}{\vec {y}}\\1\end{bmatrix}}={\begin{bmatrix}A&{\vec {b}}\ \\0,\ldots ,0&1\end{bmatrix}}{\begin{bmatrix}{\vec {x}}\\1\end{bmatrix}}}
те саме, що
{\displaystyle {\vec {y}}=A{\vec {x}}+{\vec {b}}.}
Таке представлення показує набір оборотних афінних перетворень як напівпрямий добуток Kn і GL(n, k). Афінні перетворення утворюють групу щодо операції композиції відображень. Ця група називається афінною групою.
Зазвичай матрично-векторний добуток завжди відображає початок координат на початок координат, і, таким чином, не може представляти перенесення, яке обов'язково переносить початок координат в іншу точку. Додаванням «1» до кожного вектора, вважаємо простір відображенним на підмножину простору з одним додатковим виміром. В цьому просторі, початковий простір займає підмножину в якій останній індекс 1. Таким чином початок координат початкового простору буде знаходитися в (0,0, … 0, 1). Перенесення всередині початкового простору в термінах лінійного перетворення простору з більшою кількістю вимірів стає можливим. Це є приклад однорідних координат.
Перевагою використання однорідних координат є те, що можливо комбінувати будь-яку кількість перетворень в одне шляхом перемноження матриць. Ця можливість використовується графічними програмами.

## Властивості

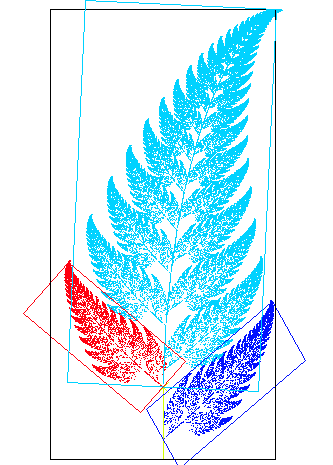
Зображення папороті, яке демонструє афінну самоподібність

- При афінному перетворені пряма переходить в пряму.
  - Якщо розмірність простору {\displaystyle {n}\geq 2}, то будь-яке перетворення простору (тобто бієкція простору на себе), яке переводить прямі в прямі, є афінним. Це визначення використовується в аксіоматичній побудові афінної геометрії
- Окремим випадком афінних перетворень є ізометрії та перетворення подібності.
- Афінні перетворення утворюють групу відносно композиції.
- Окремим випадком перспективної колінеації є перспективно-афінна відповідність плоских полей, встановлена паралельним проектуванням. Ці властивості паралельного проектування дозволяють встановити ті співвідношення між окремими елементами предмету, які відображаються при кресленні, тобто є інваріантами перетворення паралельним проектуванням.

## Типи афінних перетворень
- Вільноафінне перетворення — афінне перетворення, що не має інваріантних точок.
- Еквіафінне перетворення — афінне перетворення, що зберігає площу.
- Перспективноафінне перетворення — афінне перетворення, що має принаймні дві інваріантні точки.
- Центроафінне перетворення — афінне перетворення, що зберігає початок координат.

## Варіації і узагальнення
- В наведенному вище визначенні афінного перетворення можна використовувати будь-яке поле, а не тільки поле дійсних чисел {\displaystyle \mathbb {R} }.
- Відображення між метричними просторами називають афінним, якщо воно переводить геодезичні лінії в геодезичні лінії (з урахуванням параметризації).
- Афінні перетворення простору {\displaystyle \mathbb {R} ^{n}} є підмножиною проективних перетворень того ж простору. В свою чергу, проективні перетворення простору {\displaystyle \mathbb {R} ^{n}} можна представити як афінні перетворення простору {\displaystyle \mathbb {R} ^{n+1}}.